# 닛코선
닛코선(일본어: 日光線, にっこうせん 닛코센[*])은 동일본 여객철도의 철도 노선 가운데 하나이다. 일본 도치기현 우쓰노미야시에 있는 우쓰노미야역과 도치기현 닛코시에 있는 닛코역을 잇는다.

## 운행 형태
기본적으로 닛코 선을 왕복 운행되는 열차만이 있다. 다만, 다른 노선에서부터 닛코 선에 직결 운행하는 임시 열차가 운행될 경우가 있다.

## 차량

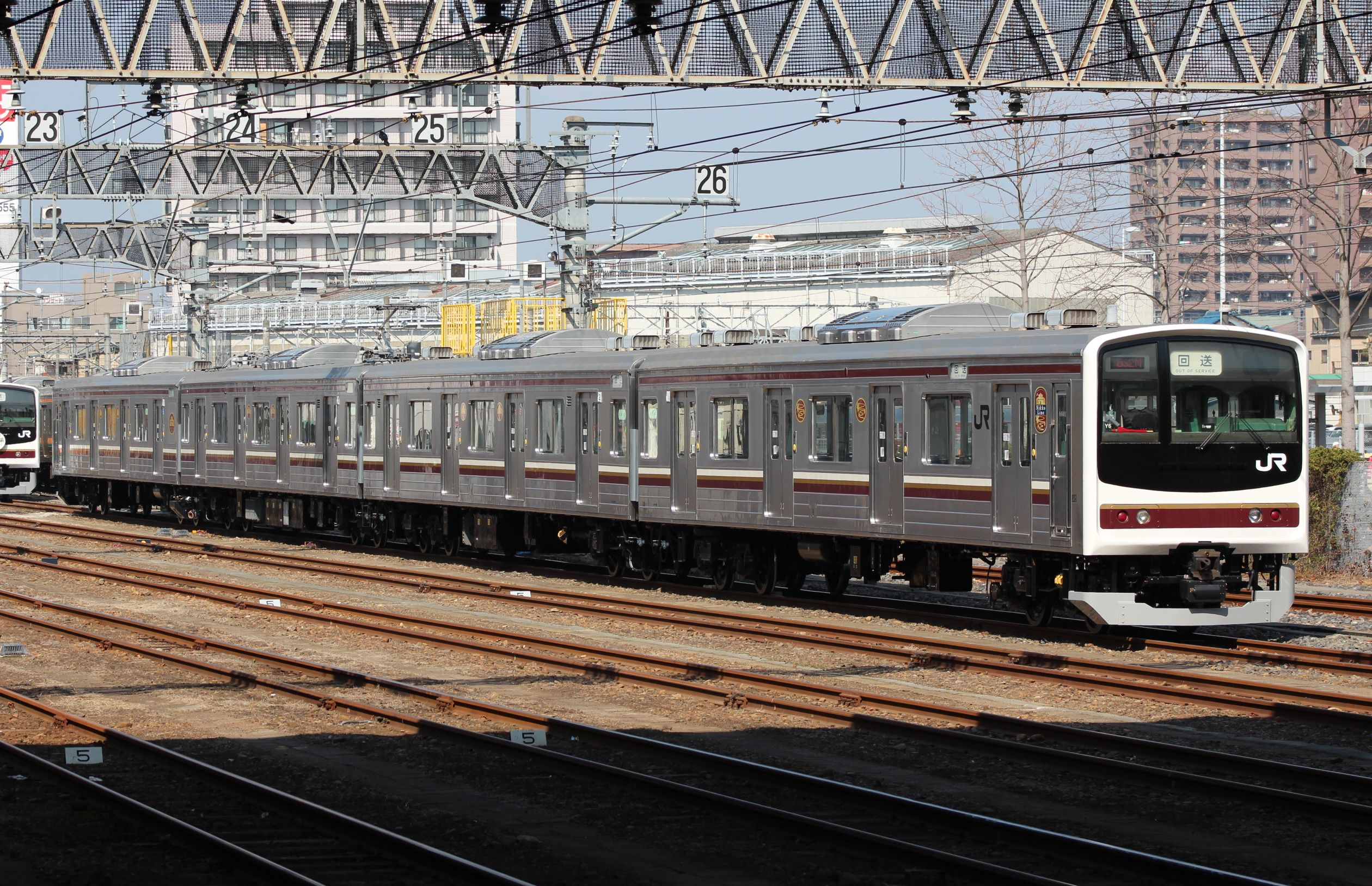
107계 (현재 퇴역)
- 651계 (임시 열차)
- 205계

- 205계

## 역 목록
| 역 이름        | 일본어 이름 | 영업 거리 (km) | 접속 노선                                | 소재지   | 소재지                          |
| -------------- | ----------- | -------------- | ---------------------------------------- | -------- | ------------------------------- |
| 우쓰노미야     | 宇都宮      | 0.0            | 도호쿠 신칸센 우쓰노미야 선(도호쿠 본선) | 도치기현 | 우쓰노미야시                    |
| 쓰루타         | 鶴田        | 4.8            |                                          | 도치기현 | 우쓰노미야시                    |
| 가누마         | 鹿沼        | 14.3           | 가누마시                                 | 도치기현 |                                 |
| 후바사미       | 文挟        | 22.4           | 닛코시                                   | 도치기현 |                                 |
| 시모쓰케오사와 | 下野大沢    | 28.2           | 닛코시                                   | 도치기현 |                                 |
| 이마이치       | 今市        | 33.9           | 닛코시                                   | 도치기현 |                                 |
| 닛코           | 日光        | 40.5           | 닛코시                                   | 도치기현 | 도부 철도 닛코 선(도부 닛코 역) |